# 宮崎市立宮崎港小学校
宮崎市立宮崎港小学校（みやざきしりつ みやざきみなとしょうがっこう）は、宮崎県宮崎市吉村町にある公立小学校。

## 概要
- 児童数 - 423名（2016年度）

## 沿革
- 1980年 - 開校
  - 2年生以上の児童は、宮崎市立檍小学校と宮崎市立潮見小学校から編入した。

## 通学区域
宮崎港小学校の通学区域には以下の区域が指定されている。
- 小戸町
- 昭栄町
- 新栄町
- 曽師町の一部
- 田代町
- 稗原町
- 日の出町
- 港2丁目、3丁目
- 吉村町の一部